# Petrus de Greve
Petrus de Greve (Arnhem, 1621 - 1677) was een Nederlands hoogleraar in de rechtsgeleerdheid.
De Greve studeerde aan de Universiteit van Harderwijk en de Universiteit van Franeker waar hij in 1644 promoveerde bij J.J. Wissenbach. Hierna was hij werkzaam als advocaat in Leeuwarden voordat hij in 1648 hoogleraar rechten werd in Harderwijk. In 1655 werd hij de eerste hoogleraar rechten aan de Kwartierlijke Academie van Nijmegen waar hij tot zijn overlijden in 1677 aan verbonden was. In 1671 werd zijn oud-leerling Gerard Noodt zijn collega in Nijmegen. 